# Cyphostemma molle
Cyphostemma molle är en vinväxtart som först beskrevs av Ernst Gottlieb von Steudel, och fick sitt nu gällande namn av Descoings. Cyphostemma molle ingår i släktet Cyphostemma och familjen vinväxter. Inga underarter finns listade i Catalogue of Life.